# 未来への羅針盤
『エピソード九州 未来への羅針盤』（エピソードきゅうしゅう みらいへのらしんばん）は、2010年1月10日から2012年3月18日まで、九州朝日放送の制作により、九州地方のテレビ朝日系列局（九州朝日放送・長崎文化放送・熊本朝日放送・大分朝日放送・鹿児島放送）5局で放送されていた紀行番組である。九州電力の一社提供。放送時間は毎週日曜 12:00 - 12:15（日本標準時） 。

## 概要
およそ20年間にわたって放送されていた『九州街道ものがたり』の後継番組で、毎回一般の人々の心温まる物語や九州ゆかりの著名人の地元での逸話などを取り上げていた。ナビゲーターは檀ふみが、ナレーターは九州朝日放送アナウンサーの宮本啓丞が務めていた。
放送期間中に起きた九州電力やらせメール事件の発覚とそれに伴う広告費の削減により、当番組は2012年3月18日放送分をもって終了。替わってスポンサーを変更し、放送枠を大幅に拡大した後継番組『笑顔まんてん タビ好キ』がスタートした。最終月には、檀の父親・檀一雄の九州での足跡を追うシリーズを3回にわたって放送した。